# 克拉斯諾卡緬斯克區

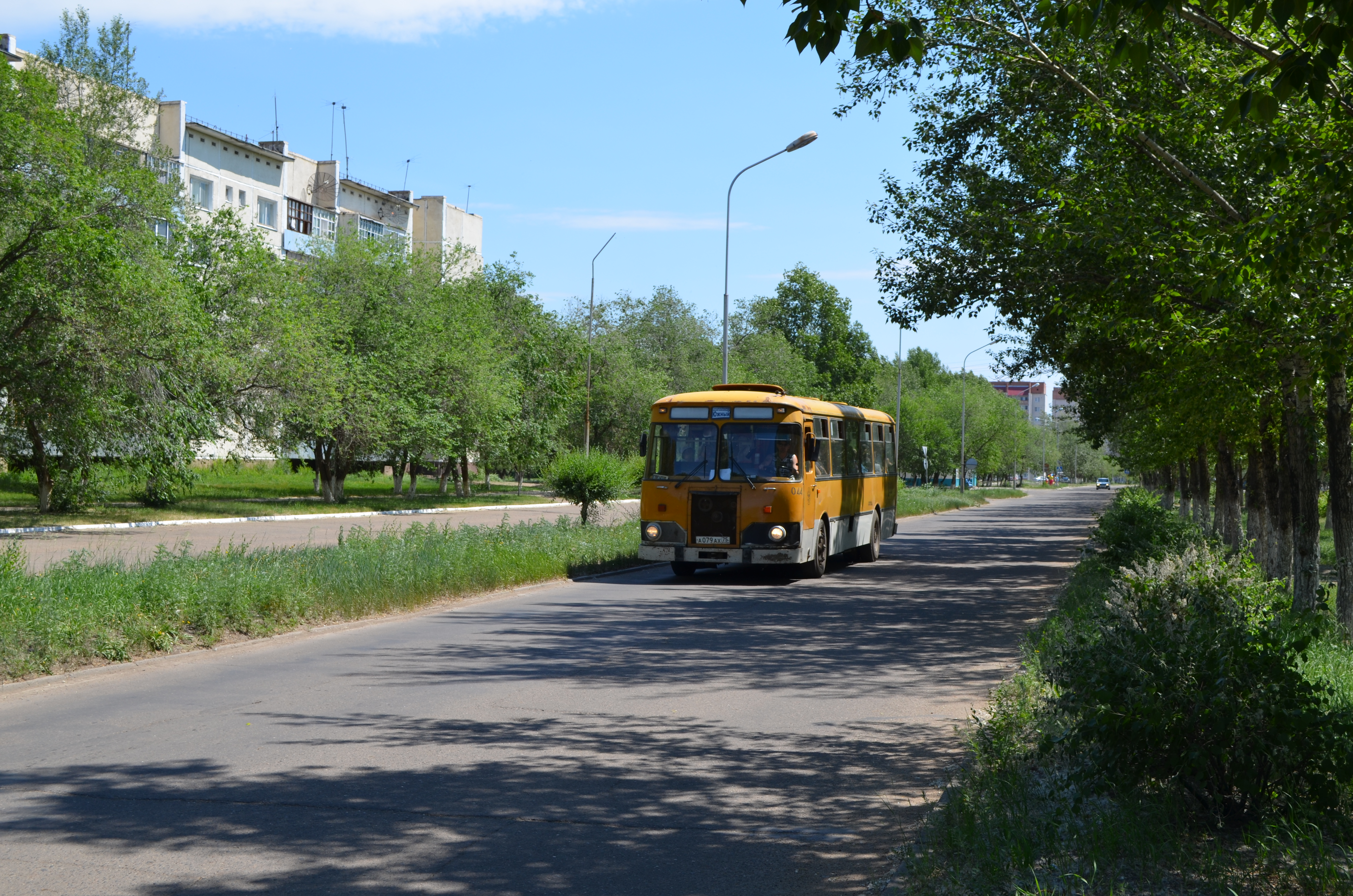

50°03′50″N 118°08′06″E / 50.064°N 118.135°E
克拉斯諾卡緬斯克區（俄语：Краснокаменский район），是俄羅斯的一個區，位於該國西部，由外貝加爾邊疆區負責管轄，始建於1977年3月24日，面積5,300平方公里，2010年人口64,597，人口密度每平方公里12.19人。